# هسته‌زایی مه‌بانگ
هسته‌زایی مهبانگ در کیهان‌شناسی به ساخته شدن هسته‌های سنگین‌تر از هیدروژن در مراحل آغازین جهان گفته می‌شود. این هسته‌زایی تنها چند دقیقه پس از مهبانگ آغاز شد و گمان می‌رود در این دوره دوتریوم (ایزوتوپ سنگین‌تر هیدروژن با نام کوتاه شدهٔ ‎H-2‎ یا D)، ایزوتوپ‌های ‎He-3‎ و ‎He-4‎ هلیوم و ایزوتوپ‌های ‎Li-6‎ و ‎Li-7‎ لیتیوم ساخته شده‌باشند. افزون بر این، هسته‌های پایدار، چند نوع هستهٔ ناپایدار (رادیواکتیو) نیز در این دوره ساخته شدند: تریتیوم یا ‎H-3‎، بریلیوم ۷ ‎(Be-7)‎ و بریلیوم ۸ ‎(Be-8)‎.